# Renato De Sanzuane
Renato De Sanzuane, född 5 mars 1925 i Venedig, död 23 juni 1986 i Mestre, var en italiensk vattenpolospelare. Han representerade Italien vid olympiska sommarspelen 1952 i Helsingfors. De Sanzuane spelade sju matcher i den olympiska vattenpoloturneringen 1952.